# Borsa Italiana
La Borsa Italiana è una società che gestisce il mercato finanziario italiano, la sede è situata a piazza degli Affari a Milano, fondata nel 1998.
Nata nel 1998 dalla privatizzazione dei mercati di borsa, Borsa Italiana S.p.A. il 23 giugno 2007 entrò a far parte del London Stock Exchange Group, holding che controllava il 100% di Borsa Italiana S.p.A. e il 100% di London Stock Exchange plc. La holding tentò più volte la fusione con Deutsche Börse, ma l'operazione venne bloccata dalla Commissione europea per evitare un monopolio. 
Nell'aprile 2021 Borsa Italiana S.p.A. venne venduta ad Euronext, in cordata con Intesa Sanpaolo e Cassa Depositi e Prestiti attraverso la controllata Cdp Equity, per 4,44 miliardi di euro. Con l'aggregazione tra Euronext e Borsa Italiana nacque la prima piazza di quotazione azionaria in Europa, con oltre 1.800 società quotate. 
Il suo peso sul totale dell'economia dell'Italia è in crescita: la capitalizzazione complessiva delle società quotate a dicembre 2021 si attesta a 757 miliardi (pari al 43,1% del PIL), in crescita del 24,7% rispetto al 2020.

## Storia

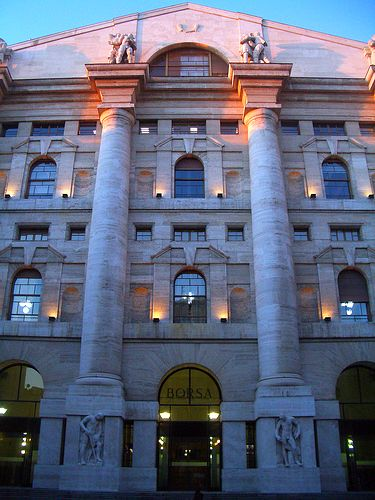
Palazzo Mezzanotte, sede della Borsa Italiana

Solamente agli inizi del XX secolo venne introdotta una prima regolamentazione globale, nota con il nome di legge fondamentale (marzo 1913), atta a disciplinare la Borsa Valori, i mediatori e i titoli. Dodici anni dopo, venne delineata meglio la figura dell'agente di cambio, comparata a quella dei pubblici ufficiali. Durante il Ventennio fascista, il regime introdusse anche il Fondo comune di garanzia a tutela degli investitori e concesse un ruolo di mediazione importante alla Banca d'Italia.
Gli anni settanta si rivelarono un altro periodo importante di innovazioni disciplinari, tra le quali emersero la fondazione della CONSOB per tutelare, vigilare e informare meglio i risparmiatori e i vari soggetti partecipanti alla Borsa. Negli anni ottanta venne migliorato il sistema informativo, consentendo la focalizzazione sul pubblico risparmio e sul valore mobiliare, mentre invece nel decennio seguente si introdussero nuove figure di intermediazione, esemplificate dalle SIM. Verso la fine del secolo sono state approvate leggi che regolamentano i fondi comuni di investimento oltre a vari altri aspetti della Borsa.
Il d. lgs. 23 luglio 1996, n. 415 ha previsto l'avvio di una procedura di privatizzazione del mercato borsistico italiano, che ha portato alla nascita di Borsa Italiana S.p.A., che si occupa di gestire la Borsa valori con sede a Milano. Tale struttura ha iniziato ad operare a partire dal 2 gennaio 1998. Sempre in virtù di tale decreto legislativo, nel 1997 Borsa Italiana (con sede a Milano nel Palazzo Mezzanotte, in piazza degli Affari) ha accorpato e sostituito anche tutte le piazze di scambio minori, che svolgevano una funzione prettamente regionale: Borsa Valori di Roma, Borsa Valori di Torino, Borsa Valori di Milano, Borsa Valori di Bologna, Borsa Valori di Genova; Borsa Valori di Venezia; Borsa Valori di Firenze; Borsa Valori di Napoli; Borsa Valori di Palermo; Borsa Valori di Trieste.
Nel 2007 la Borsa Italiana si è fusa con la Borsa di Londra (London Stock Exchange) andando a creare il London Stock Exchange Group, holding che controlla il 100% di Borsa Italiana S.p.A. e il 100% di London Stock Exchange plc.
Il 9 ottobre 2020 London Stock Exchange Group vende Borsa Italiana ad Euronext, in cordata con Intesa Sanpaolo e Cassa Depositi e Prestiti attraverso la controllata Cdp Equity con un aumento di capitale di 700 milioni, per 4,32 miliardi di euro. Con l'aggregazione tra Euronext e Borsa Italiana nasce la prima piazza di quotazione azionaria in Europa con oltre 1.800 società quotate anche in altre sei Borse in Belgio, Francia, Irlanda, Paesi Bassi, Norvegia e Portogallo. L'operazione è completata per 4,444 miliardi il 29 aprile 2021: Euronext annuncia il completamento dell'acquisizione di Borsa Italiana e il contestuale ingresso nell'azionariato di Euronext da parte di CdP col 7,31% (la stessa quota della cugina francese Caisse des dépôts et consignations) e di Intesa Sanpaolo con l'1,3%.

## Descrizione

### Ruolo e caratteristiche

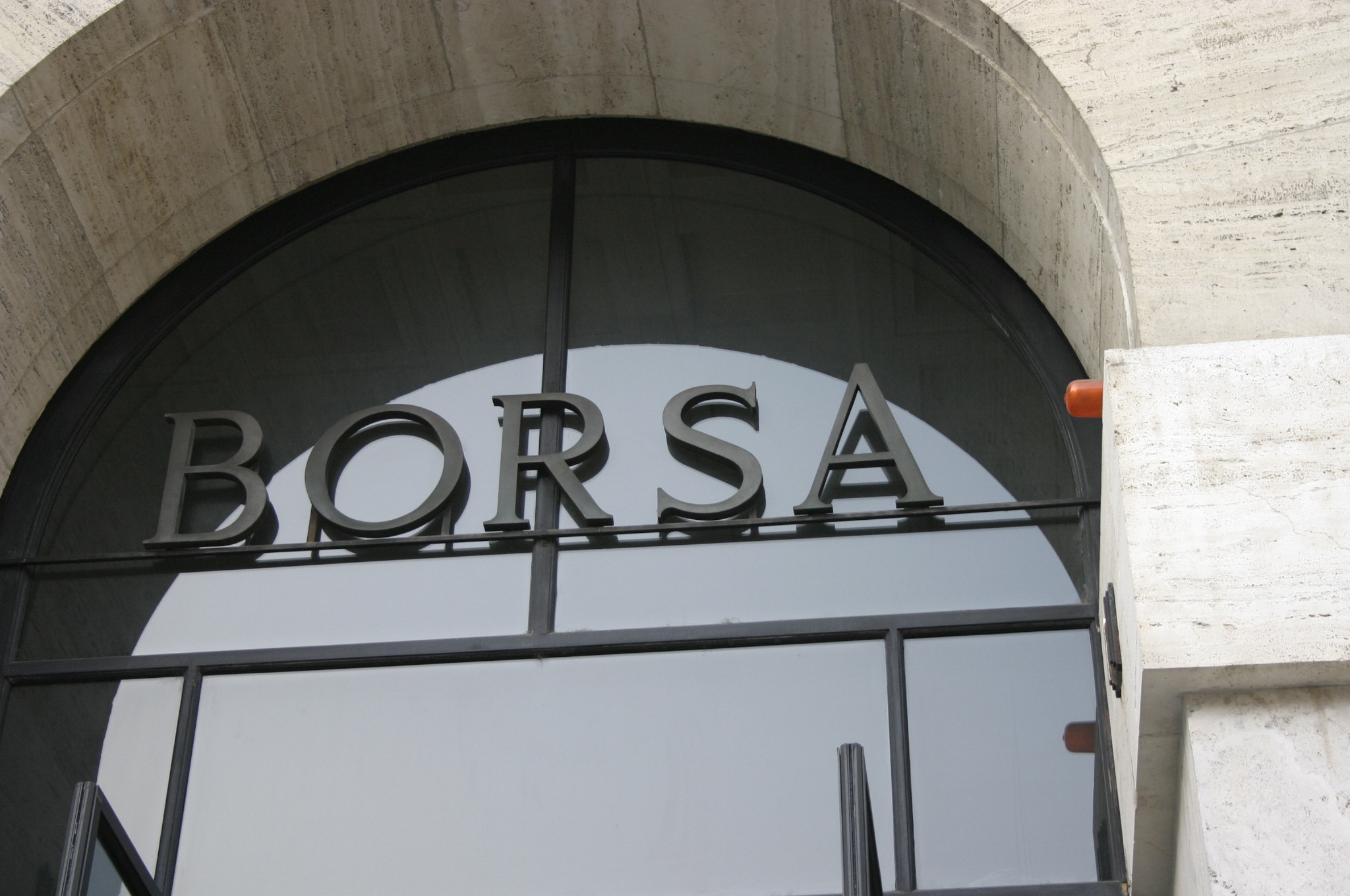
L'entrata della Borsa di Milano

Borsa Italiana S.p.A. vigila sul corretto svolgimento delle negoziazioni, definisce i requisiti e le procedure di ammissione e di permanenza sul mercato per le società emittenti, definisce i requisiti e le procedure di ammissione per gli intermediari, gestisce l'informativa delle società quotate. Organizza e gestisce il mercato italiano utilizzando un sistema di negoziazione completamente elettronico per l'esecuzione degli scambi in tempo reale.
Si occupa della regolamentazione e della gestione dei mercati. La funzione di vigilanza è invece esercitata da Consob e da Banca d'Italia. Nel 2015 la capitalizzazione totale si attestava a 567,6 miliardi di euro, rappresentando il 34,8% del PIL nazionale.
Le negoziazioni delle azioni appartenenti ai segmenti individuati da Borsa Italiana possono avvenire con l'intervento di operatori specialisti sul mercato incaricati dall'emittente di sostenere la liquidità degli strumenti azionari quotati.
La normativa di concentrazione, introdotta nell'ordinamento italiano con la legge 1/1991, prevede che gli intermediari inoltrino verso un mercato regolamentato dell'Unione Europea gli ordini provenienti dalla clientela italiana. Sono previste deroghe per gli scambi di importo molto elevato (i cosiddetti blocchi) e per le operazioni in cui l'intermediario riesca a ottenere a favore della clientela condizioni migliori di quelle presenti sul book di negoziazione.
La direttiva MiFID ha soppresso dal novembre 2007 la normativa di concentrazione, consentendo agli intermediari finanziari, come Banche e Società di investimento, di costruire un proprio circuito di scambio dei titoli, detto sistema di negoziazione multilaterale, o di operare come internalizzatori sistematici, offrendo direttamente servizi di esecuzione degli scambi alla propria clientela. La Mifid prevede precise norme di tutela della trasparenza, fissando un set omogeneo di informazioni che dovranno essere diffuse prima e dopo gli scambi da tutte le trading venues (mercati regolamentati, sistemi multilaterali di negoziazione e internalizzatori sistematici), e degli investitori, imponendo agli intermediari il rispetto delle condizioni di best execution.

### Disciplina normativa
Il codice di commercio del 1865 affermava la natura pubblica delle Borsa valori italiane, istituite presso le Camere di commercio, confermata poi dal Codice commerciale del 1882 e dalla legge 20 marzo 1913 n. 272 che riformava in più punti la materia. Con l'emanazione della legge 23 febbraio 1977, n. 49 - che disciplinava la negoziazione dei titoli non ammessi nel mercato di tipo borsa valori e che istituì il mercato ristretto - la borsa valori era l'unico tipo di mercato finanziario, nonché mercato regolamentato esistente in Italia.
La normativa più rilevante è oggi contenuta nel d.lgs. 24 febbraio 1998, n. 58 che, fra le sue innumerevoli funzioni, ha quella di reprimere la manipolazione del mercato. Secondo l'ordinamento penale italiano la violazione delle normative di funzionamento del mercato può dar luogo ad illeciti amministrativi o penali.
Nel 1999 il comitato guida sulla Governo d'impresa nel 1999 ha emanato il codice di autodisciplina delle società quotate. L'adesione delle società quotate al Codice Preda era su base volontaria, e il suo ambito di applicazione era limitato a Borsa Italiana. Sul modello delle leggi anglosassoni, ogni articolo era formato da testo legislativo, criteri applicativi e relativo commento.
Il Codice Preda riprendeva il Code of Best Practice in vigore al London Stock Exchange a partire dal 1999.
L'adozione di un codice di migliori pratiche e i suoi contenuti erano stati proposti l'1.12.1992 nella relazione conclusiva dei lavori del Comitato di studio degli Aspetti Finanziari della Corporate Governance, fondato e presieduto da Sir Adrian Cadbury. Le autorità della Borsa di Londra resero l'implementazione di questo codice obbligatoria per tutte le società di capitali che volessero accedere al listino della Borsa di Londra.

## I mercati
Il sistema di contrattazione gestito dalla Borsa Italiana si suddivide in diversi mercati, a seconda dei prodotti negoziati:

### Azioni
- MTA (Mercato Telematico Azionario) rivolto alla quotazione di imprese con capitalizzazione medio-grande, a fronte del raggiungimento di alcuni requisiti di base. Vi sono scambiati azioni, obbligazioni, convertibili, diritti di opzione e warrant.[17]

Al suo interno, vi sono:
- - l'indice FTSE Italia Brands dedicato alle eccellenze italiane ed
  - il segmento STAR - dedicato alle imprese con capitalizzazione compresa tra 40 milioni e 1 miliardo di euro[18] - presenti sia nell'indice dedicato FTSE Italia STAR che all’interno degli altri indici generali del mercato MTA. Essi sono il:
  - FTSE Italia All-Share
  - FTSE MIB
  - FTSE Italia Mid Cap
  - FTSE Italia Small Cap
- Euronext Growth Milan (precedentemente noto come AIM Italia) mercato regolamentato da Borsa Italiana (ovvero MTF, Multilateral Trading Facility), rivolto alle piccole-medie imprese italiane con alto potenziale di crescita. È nato il 1º marzo 2012 dall’integrazione dei precedenti mercati AIM Italia e MAC (Mercato Alternativo del Capitale),[19] per ottimizzare i mercati dedicati alle piccole-medie imprese e per rendere più agevole il processo di quotazione.[20]
- MIV (Mercato degli Investment Vehicles), mercato rivolto ai cosiddetti veicoli di investimento quali, tra gli altri, fondi di private equity, investment company, fondi chiusi immobiliari e SPAC (Special Purpose Acquisition Company).[21]
- Borsa Italiana Equity MTF mercato attivo dall'11 luglio 2016 con due segmenti:
  - Global Equity Market (GEM): dedicato alla negoziazione di azioni di emittenti non italiani già scambiati in mercati regolamentati negli Stati membri dell'UE o in altri paesi membri dell'OCSE. GEM sostituisce il segmento MTA International del mercato MTA introdotto nel 2006, consentendo il listing di altre 46 nuove società in aggiunta alle 36 già quotate per un totale di 82
  - TAH, il mercato serale che consente la negoziazione di titoli dalle 18 sino alle 20:30.

### Derivati
- Il mercato di riferimento, IDEM (Italian Derivatives Market), offre servizi di negoziazione di strumenti derivati su indici azionari e su singole azioni, tra cui:
  - futures sugli indici FTSE MIB, FTSE MIB Dividend e FTSE Mid Cap
  - opzioni sull'indice FTSE MIB
  - futures e opzioni su azioni italiane
  - futures su dividendi
  - futures su azioni europee
- ed inoltre include due segmenti dedicati al trading di derivati su commodities:[22]
  - IDEX (Italian Derivatives Energy Exchange) segmento dell’IDEM dedicato ai derivati energetici, istituito nel 2008[23]
  - AGREX (Agricultural Derivatives Exchange), segmento dell’IDEM dedicato ai derivati da merci agricole[24]

### ETFPlus
Dal 2 aprile 2007, gli strumenti finanziari che replicano l'andamento di mercato - quali ETF, ETC e ETN (exchange-traded note) - sono negoziati sullo specifico mercato ETFPlus. Dal dicembre 2014 è possibile negoziare su questo mercato anche i fondi comuni aperti.

### Obbligazionari
I mercati obbligazionari gestiti da Borsa Italiana S.p.A. sono quattro:
- MOT (Mercato Telematico delle obbligazioni e dei Titoli di Stato), nato nel 1994 - suddiviso nei segmenti DomesticMOT ed EuroMOT - per la negoziazione regolamentata di tutte le tipologie dei titoli di Stato;[26]
- ExtraMOT, per la negoziazione di tutte le obbligazioni corporate di emittenti italiani ed esteri;[26]
- ExtraMOT PRO, attivo dall’11 febbraio 2013 e rivolto esclusivamente ad investitori professionali[27]
- SeDeX, nato nel 2004 e dedicato alla negoziazione di Certificates e Covered Warrant[28]